# 天津南开日新学校
天津南开日新学校，原名天津南开日新国际学校，是天津市南开区的一所十二年一贯制学校，南开区和南开大学共同主导、南开大学校友投资的公益性民办学校，举办人为南开大学教育基金会，隶属于南开大学基础教育管理中心。

## 历史
2017年，在天津市南开区迎风道原天津市第一一二中学旧址上建立，是一所九年一贯制国际学校，初名天津南开日新国际学校。
2019年，天津南开日新学校代表南开大学基础教育中心开始负责向昆明市官渡区南开日新学校推荐执行校长，选派教师和管理人员。
2021年5月，中办、国办印发《关于规范民办义务教育发展的意见》，要求民办义务教育不得冠以“国际”之名和包含公办学校名称或简称，学校将校名国际二字删去，更名为天津南开日新学校。
2022年9月，位于南开区华苑居住区信美道的南开日新信美道校区正式投入使用。
2024年，天津南开日新学校高中部成立，学校扩展至十二年一贯制学校。